# Knut Wicksell
Knut John Gustaf Wicksell (ur. 20 grudnia 1851 w Sztokholmie, zm. 3 maja 1926 w Stocksund) – szwedzki ekonomista, twórca szwedzkiej szkoły w ekonomii, zwanej też szkołą sztokholmską. Na jego twórczość wpłynęła, z wzajemnością, szkoła austriacka. Jeden z twórców nowoczesnej teorii równowagi ekonomicznej.

## Życiorys
Knut Wicksell urodził się jako najmłodsze z sześciu dzieci. Po śmierci matki (gdy miał 7 lat) i ojca (gdy miał 15 lat) znalazł się pod wpływem luterańskiego pastora. W młodości skrupulatnie analizował Biblię, nawet po apostazji znał na pamięć Kazanie na Górze, Psalmy, śpiewnik i wiele innych. Wicksell był gruntownie wykształcony. Skończył studia matematyczne, fizyczne na Uniwersytecie w Uppsali i prawne zanim poświęcił się ekonomii. Studiował na wielu uczelniach w Europie Zachodniej. Pisał po szwedzku i niemiecku. W 1888 roku wszedł, w nigdy niesformalizowany, związek z norweską nauczycielką (później pierwszą szwedzką kobietą dyplomatą), sufrażystką i pacyfistką Anną Bugge. Miał z nią dwoje dzieci. W latach 1900–1916 wykładał na Uniwersytecie w Lund. Jego ekscentryzm odznaczał się m.in. w nietypowym ubiorze. Na wykłady przychodził nieraz z rybacką czapką czy koszykiem produktów z lokalnego rynku, co uzasadniał obroną ekstrawagancji poczynioną przez Johna Stuarta Milla w eseju pt. „O wolności”. W 1908 roku, w odpowiedzi na uwięzienie anarchisty za publiczne kontestowanie religii, publicznie wygłosił przemówienie pt. „Tron, ołtarz, miecz i worek". Za obrazę Matki Boskiej odsiedział wyrok dwóch miesięcy więzienia, gdzie, w duchu maltuzjańskim, napisał broszurkę wzywającą do zmniejszenia populacji Szwecji do 3 milionów ludzi (z 5 mln) i o 25% populacji Europy. Popierał kontrolę urodzeń. Był radykalnym liberałem, a głoszone przez niego koncepcje szokowały środowisko drobnomieszczańskie. Wicksell pozostawał pod wpływem utylitaryzmu. Jego uczniem był Erik Robert Lindahl, szwedzki ekonomista. W 1926 roku zmarł na zapalenie płuc. 

## Wkład w rozwój ekonomii
Wicksell rozwinął w dużym stopniu koncepcje kierunku subiektywnego. Zajmował się teorią produkcji, dystrybucji, pieniądza, procentu. Był zwolennikiem teorii użyteczności krańcowej, za Carlem Mengerem uważał, że popyt na dobra wyższego rzędu (dobra kapitałowe) wynika z popytu na dobra pierwszego rzędu (dobra konsumpcyjne) oraz był zwolennikiem teorii kapitału Eugena von Böhm-Bawerka akcentującej jego heterogeniczność i stadialność produkcji w czasie. O jego „Pozytywnej teorii kapitału” napisał: „Była moim objawieniem. (…) Nagle ujrzałem przed oczyma dach wielkiej budowli naukowej.” Najważniejszym wkładem Wicksella w rozwój ekonomii była jego teoria cyklu gospodarczego (1898 rok). Opierała się ona na wprowadzeniu rozróżnienia między stopą naturalną - odzwierciedlającą społeczną stopę preferencji czasowej i prowadzącą do równowagi popytu i podaży na oszczędności a stopą rynkową (bankową) - będącą stopą oprocentowania jakiego żądają za kapitał banki na rynku pożyczek. Zdaniem Wicksella, rząd regulacyjnie obniżając stopę rynkową poniżej stopy naturalnej powodował inflacyjny, krótkotrwały boom prowadzący immanentnie do depresji. W związku z czym, postulował brak interwencji państwa w tę dziedzinę życia, tak by rynkowa stopa procentowa była równa tej naturalnej. W 1912 roku Ludwig von Mises opublikował książkę pt. „Teoria pieniądza i kredytu”, w której wyłożył on opartą na jego typologii stóp procentowych, jednak nie w pełni zborną z twierdzeniami Wicksella, austriacką teorię cyklu koniunkturalnego, o czym ten dowiedział się z korespondencji z jego austriackim nauczycielem - Böhm-Bawerkiem.

## Publikacje
- O wartości, kapitale i rencie (1893)
- Procent i ceny towarów (1898)
- Wykłady z ekonomii politycznej (1901-1906)